# Центральный фронт ПВО
Центральный фронт ПВО — оперативно-стратегическое объединение войск ПВО в вооружённых силах СССР во время Великой Отечественной войны.

## Формирование фронта
Фронт образован 24 декабря 1944 года на базе Особой Московской армии ПВО и просуществовал до конца Великой Отечественной войны. В состав Центрального фронта ПВО, наряду с частями и соединениями Особой Московской армии ПВО, вошли:
- Ленинградская армия ПВО
  - 2-й гвардейский истребительный авиационный корпус ПВО;
  - Выборгский бригадный район ПВО
- 1-й корпус ПВО
- 3-й корпус ПВО;
- 78-я дивизия ПВО;
- 80-я дивизия ПВО;
- 82-я дивизия ПВО;
- 16-я отдельная бригада ПВО.
- Московская группа ПВО (на базе частей и соединений Особой Московской армии ПВО).

## Командный состав
- Командующий — генерал-полковник артиллерии М.С. Громадин
- Член Военного совета — генерал-лейтенант И.А. Орлов
- Начальник штаба — генерал-майор артиллерии А.В. Герасимов

## Боевая задача фронта
На войска фронта были возложены задачи противовоздушной обороны Москвы, Ленинграда, Мурманска, объектов Центрального промышленного района, верхней и средней Волги от воздушных ударов противника. Активных боевых действий фронт не вёл, поскольку активность противника в его зоне действия проявлялась только в редких пролётах разведывательной авиации.

## Переформирование фронта
По окончании войны начался переход Вооруженных Сил СССР на штаты мирного времени. В соответствии с Директивой ГШ от 25 октября 1945 года Управление Центрального фронта ПВО переформировано в Управление Центрального округа ПВО.